# ماریو سولداتی
ماریو سولداتی (به ایتالیایی: Mario Soldati) (زاده ۱۱ نوامبر ۱۹۰۶ - درگذشته ۱۹ ژوئن ۱۹۹۹) نویسنده و کارگردان ایتالیایی بود.

## زندگی و حرفه
سولداتی در سال ۱۹۰۶ در تورین زاده شد. او در رشته ادبیات در دانشگاه تورین و در رشته تاریخ هنر در رم تحصیل کرد. او پس از آنکه مدتی را در دانشگاه کلمبیا به تحصیل و تدریس سپری کرد در سال ۱۹۳۱ به ایتالیا بازگشت. او نخستین فیلم خود را به طور مشترک در سال ۱۹۳۸ و به صورت مستقل در سال ۱۹۴۰ کارگردانی کرد. سولداتی همچنین چند کتاب داستان و گزارش تألیف و منتشر کرد.

## گزیده فیلم‌شناسی

### کارگردان و نویسنده
- دورا نلسون (۱۹۳۹)
- دنیای کوچک قدیم (۱۹۴۱)
- شب تلخ (۱۹۴۱)
- آن بالابالاها (۱۹۴۳)
- بدبختی‌های آقای تراوت (۱۹۴۵)
- اوژنی گرانده (۱۹۴۶)
- دانیل کورتیس (۱۹۴۷)
- پرواز در فرانسه (۱۹۴۸)
- زن‌ها و راهزن‌ها (۱۹۵۰)
- عشق است که مرا پیش می‌برد (۱۹۵۱)
- ماجراهای ماندرین (۱۹۵۲)
- دست‌های بیگانه (۱۹۵۳)
- دختر رودخانه (۱۹۵۵)
- جنگ و صلح (۱۹۵۶)
- جمعه هفدهم (۱۹۵۷)
- ایتالیای کوچک (۱۹۵۷)[۱]

### کارگردان
- خانم مونت کارلو (۱۹۳۹)
- رؤیای زورو (۱۹۵۱)
- اوکی نرون (۱۹۵۱)
- سه دزد دریایی (۱۹۵۲)
- یولاندا، دختر دزد دریایی سیاه (۱۹۵۲)
- زن شهرستانی (۱۹۵۲)
- پولیکارپو، معلم خط (۱۹۵۹)
- بن هور (۱۹۶۰)[۱]

### نویسنده
- کلاه سه‌گوش (۱۹۳۵)